# Interswitch
Interswitch — компания по обработке платежей, штаб-квартира находится в Лагосе, Нигерия.

## История
Компания Interswitch была основана в 2002 году Митчеллом Элегбе.
В 2010 году две трети компании были проданы консорциуму во главе с Helios Investment Partners. В 2011 году Interswitch приобрела 60 % акций Bankom в Уганде.
В 2013 году Interswitch заключила соглашение об обработке платежей с Discover Financial Services.
В сентябре 2014 года компания приобрела контрольный пакет акций Paynet Group, восточноафриканского платежного провайдера.
В 2015 году Interswitch запустила инвестиционный фонд в размере 10 миллионов долларов для африканских стартапов в платежном секторе./
В феврале 2018 года Interswitch представила свой национальный научный конкурс SPAK для поощрения выдающихся достижений в области науки, техники, инженерии и математики в Нигерии.

## Операции и дочерние компании
Interswitch использует «коммутационную» инфраструктуру для подключения различных банков Нигерии и предоставляет технологию для банкоматных карт. В сети компании насчитывается более 11 000 банкоматов.
Interswitch является владельцем Verve, самой используемой платежной карты Нигерии, на долю которой приходится 18 миллионов из 25 миллионов карт, находящихся в обращении в стране. Verve была запущена в Кении.
Interswitch также владеет Quickteller, платформой онлайн-платежей; Retailpay, платформой управления мобильным бизнесом; и Smartgov, инфраструктурой управления идентификацией и электронными платежами для правительств штатов.
Interswitch также приобрела VANSO, поставщика мобильных технологий для банков. Это приобретение привело к тому, что бизнес-направления мобильного банкинга, SMS и безопасности VANSO были полностью интегрированы в цифровую коммерцию и технологические операции Interswitch в Нигерии и по всей Африке.